# Erzsébet ligeti híd (Békés)
Az Erzsébet ligeti híd Békés városában található, a Karacs Teréz utcai lakótelepet, az Erzsébet ligetet valamint a közelben található Jantyik utcai művelődési központot és a városi sportcsarnokot köti össze.

## Története
A békési lakosok régi álma volt egy gyalogos és kerékpáros közlekedésre alkalmas híd a Karacs Teréz és a Jantyik Mátyás utca között. Ugyanis a Karacs Teréz utcai lakóteleppel szemben lévő Művelődési Központ és a Városi sportcsarnok megközelítése annak ellenére, hogy a lakóteleppel szemben vannak csak kerülővel volt lehetséges ( a Fábián utcai vagy a Főtéri híd felé kellett kerülni). 2004-ben és 2005-ben a Madzagfalvi Napok rendezvény idejére pontonhíd épült így megvalósult a közvetlen összeköttetés az Élővíz-csatorna két partja között. 
2006-ban a Körösök Völgye Natúrpark Kiemelten Közhasznú Egyesület, a pontonhíd helyére hidat terveztetett, melynek tervezői Bánfi Ádám statikus vezetőtervező és Latorczai Balázs statikustervező voltak. Az új hidat végül 2007 május 15-én adták át a gyalogos és kerékpáros forgalomnak. A híd 14,3 méter hosszú és 2,25 méter széles. A híd a meglévő hidaktól eltérő szerkezettel épült. Az egyik hídfő, amelynél a két felfelé keskenyedő tartóoszlop került behelyezésre, elsőrendű szerepet tölt be. Ehhez rögzítették az acél tartószerkezeteket. A másik hídfő görgős szerkezettel készült, a hőtágulás jelensége miatt.
A híd járófelülete fából készült, a hídfők vasbeton szerkezettel készültek.